# نظرية التقريب

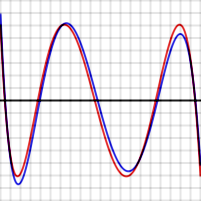

في الرياضيات، نظرية التقريب (بالإنجليزية: Approximation theory)‏ هي نظرية تهتم بدراسة كيفية الاقتراب من دوال معقدة بواسطة دوال أكثر بساطة.
أحد الموضوعات ذات الصلة الوثيقة هو تقريب الدوال بسلسلة فورييه المعممة، أي التقريب بناءً على تجميع سلسلة من المصطلحات المستندة إلى كثيرات الحدود المتعامدة.
إحدى المشاكل ذات الأهمية الخاصة هي تقريب دالة في مكتبة رياضية للكمبيوتر، باستخدام العمليات التي يمكن إجراؤها على الكمبيوتر أو الآلة الحاسبة (مثل الجمع والضرب)، بحيث تكون النتيجة قريبة من الوظيفة الفعلية قدر الإمكان. يتم ذلك عادةً بتقريب كثيرات الحدود أو عقلاني (نسبة كثيرات الحدود).